# بيغ بوي
بيغ بوي (بالإنجليزية: Big Boi)‏ (و. 1975  م) هو موسيقي، ودي جيه، وملحن، ومغني راب، ومغني، ومنتج أسطوانات، وممثل، وكاتب أغاني أمريكي، ولد في سافانا، يستخدم آلات آلة مفاتيح، بدأ مشواره المهني سنة 1992.

## وصلات خارجية
- بيغ بوي على موقع IMDb (الإنجليزية)
- بيغ بوي على موقع الموسوعة البريطانية (الإنجليزية)
- بيغ بوي على موقع ميوزك برينز (الإنجليزية)
- بيغ بوي على موقع رولينغ ستون (الإنجليزية)
- بيغ بوي على موقع إن إن دي بي (الإنجليزية)
- بيغ بوي على موقع أول ميوزيك (الإنجليزية)
- بيغ بوي على موقع أول ميوزيك (الإنجليزية)
- بيغ بوي على موقع ديسكوغز (الإنجليزية)
- بيغ بوي على موقع ديسكوغز (الإنجليزية)
- بيغ بوي على موقع قاعدة بيانات الفيلم (الإنجليزية)
- بيغ بوي في قاعدة بيانات الأفلام على الإنترنت